# Кальюбия (мухафаза)
Кальюби́я (араб. القليوبية‎) — мухафаза в Арабской Республике Египет. Административный центр — город Бенха. Расположена на севере страны, в южной части дельты Нила. Наряду с мухафазами Каир и Эль-Гиза образует так называемый Большой Каир. На территории Кальюбии находятся нильские плотины (Эль-Канатыр-эль-Хейрия, построены в 1868), благодаря которым воды Нила разделяются на рукава дельты.

## Административное деление
Мухафаза состоит из 8 административных центров (районов), 2 городов, 2 отдельных городских округов и 46 сельских местных общин, к которым относятся 195 деревень и 901 мелкое поселение. Города мухафазы:
- Бенха
- Кальюб
- Эль-Канатир-эль-Хейрия
- Шубра-Эль-Хейма
- Эль-Ханка
- Кафр-Шукр
- Шибин-эль-Канатир
- Тух
- Эль-Убур

## Сельское хозяйство
Сельское хозяйство играет важную роль в экономике мухафазы. Здесь выращивается кукуруза, хлопок, пшеница, бананы, абрикосы, различные овощи. Вся продукция сельского хозяйства поступает на рынки Каира.

## Промышленность
Основная промышленность региона сосредоточена в городе Шубра-Эль-Хейма, где находится завод электрических кабелей, завод пластмасс, автомобильный завод, НПЗ, предприятия пищевой и металлургической промышленности. Кроме того, в городе Абу-Заабаль имеется производство удобрений, химическая промышленность. В городе Эль-Ханка идёт создание интегрированного промышленного района.

## Образование
В мухафазе расположены 12 факультетов с высшим образованием, на которых в 1999—2000 училось 56 325 студентов.

## Известные жители, уроженцы
- Закария Мохи эд-Дин — бывший премьер-министр Египта
- Гамаль Хамадан — географ-энциклопедист